# Erebus och Terror-golfen
Erebus och Terror-golfen är en golf (stor havsvik eller havsbukt) i Antarktis. Den ligger i Västantarktis, på den sydöstra sidan av den norra spetsen av den Antarktiska halvön. Den avgränsas i nordost av Joinville-öarna (varav den största är Joinvilleön) och i sydväst av James Ross-öarna (varav den största är James Ross Island). Golfen är uppkallad efter fartygen HMS Erebus och HMS Terror, vilka den brittiske polarforskaren James Clark Ross seglade med när han utforskade dessa vatten 1842–1843. 
Argentina, Chile och Storbritannien gör anspråk på området.